# Guenviller
Guenviller (Duits: Genweiler)  is een gemeente in het Franse departement Moselle (regio Grand Est) en telt 658 inwoners (2005). De plaats maakt deel uit van het arrondissement Forbach-Boulay-Moselle.

## Geografie
De oppervlakte van Guenviller bedraagt 4,7 km², de bevolkingsdichtheid is 140,0 inwoners per km².
De onderstaande kaart toont de ligging van Guenviller met de belangrijkste infrastructuur en aangrenzende gemeenten.

## Demografie
Onderstaande figuur toont het verloop van het inwonertal (bron: INSEE-tellingen).